# إدوارد روي بايك
إدوارد روي بايك (بالإنجليزية: Edward Roy Pike)‏ هو أستاذ جامعي وفيزيائي أسترالي، ولد في 4 ديسمبر 1929 في برث في أستراليا.